# IBM 704
IBM 704, произведен от IBM през 1954, е първият масово произвеждан мейнфрейм компютър с аритметика с плаваща запетая. Машината се счита по това време за „горе-долу единственият компютър, който може да изпълнява сложни математически задачи.“
Моделът 704 представлява значителен напредък в сравнение с предходния модел IBM 701 по отношение на архитектура и реализация. И двете машини използват логически електронни вериги, реализирани с вакуумни лампи. Докато обаче модел 701 използва запаметяващи електронно-лъчеви тръби на Уилямс, модел 704 използва феритна памет и три индексни регистъра. Тези нови характеристики налагат разширяването на инструкциите, така че да се използват пълни 36-битови машинни думи. Новият набор от инструкции, който вече не е съвместим с този в модела 701, заляга в основата на разработката на серията компютри IBM 700/7000.
В ръководството за употреба на IBM 704 се казва:

Електронната машина за обработка на данни модел 704 е високоскоростна електронна сметачна машина, контролирана чрез вътрешно запаметена компютърна програма с машинни инструкции от едноадресен тип
В оригинал 
The type 704 Electronic Data-Processing Machine is a large-scale, high-speed electronic calculator controlled by an internally stored program of the single address type.
Модел 704 може да изпълнява до 12 000 операции (събирания) с плаваща запетая в секунда. IBM продава 140 компютърни системи от модела 704 между 1955 и 1960.
Езиците за програмиране Фортран и Лисп са разработени за първи път за IBM 704.